# Antonio Orsini
Antonio Orsini (n. Nàpols, 1843) fou un compositor i pianista italià.
Estudià el piano amb Antonio Coop, i després d'haver-se donat a conèixer com a concertista en la seva vila nadiua, es presenta als públics de Roma, París i Londres. De retorn a la seva pàtria a causa del servei militar, guanyà per concurs el càrrec de director de banda d'un regiment d'infanteria.
A Nàpols publicà:
- Fughe per 4 voci.
- Norme per apprendere la composizione musicale ed il contrappunto.
- Schema di un indirizzo all'arte del canto.

A més, se li deu, l'òpera Benvenuto Cellini, que no tingué èxit.